# ليوبولدو بنيتس

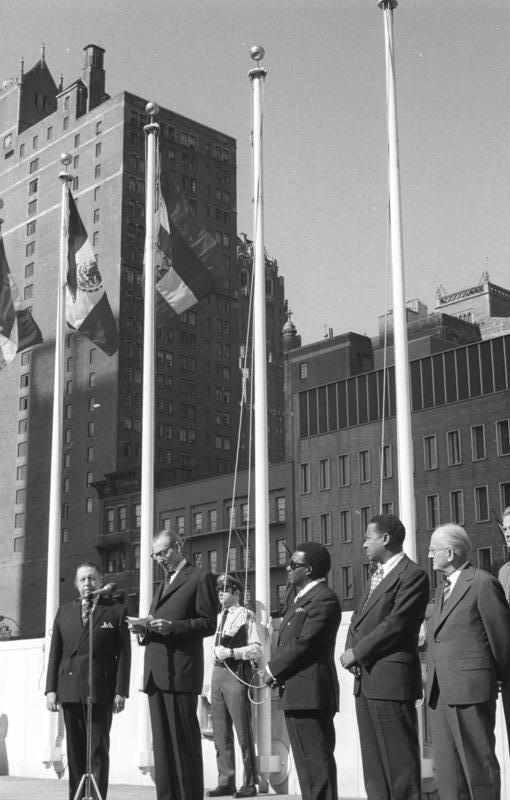
ليوبولدو بنيتس

ليوبولدو بنيتس، (17 أكتوبر 1905 - 1 يناير 1996) كان الرئيس الثامن والعشرين للجمعية العامة للأمم المتحدة في عام 1973. كان الممثل الدائم لإكوادور منذ أكتوبر 1960..

## النشأة
ولد بنيتس في غواياكيل في الإكوادور في 17 أكتوبر 1905. كان والده طبيبًا. التحق بالجامعة في مسقط رأسه حيث حصل على شهادة في العلوم الاجتماعية والسياسية. تزوج بينيتس من سن العشرين إلى مارغوت سييرا. كان دبلوماسيا عمل سفيرا إكوادوريا في عدد من البلدان. خدم بنيتسكأستاذ وحصل على الدكتوراه الفخرية من جامعة مونتيفيديو في أوروغواي. كان يعمل كصحفي، وهو دور قال في وقت لاحق إنه ضد الديكتاتورية. في 1930s قضى ثمانية أشهر في السجن. بينما في السجن - تجربة وصفها بأنها «مثيرة للاهتمام» - كتب سيرة فرانسيسكو دي أوريانا.
بنيتس كان سفيرا لإكوادور في أوروجواي من عام 1947 إلى عام 1952. وفي عام 1954، تولى دوراً مماثلاً في بوليفيا حتى عام 1956 عندما أمضى فترة قصيرة كسفير للأرجنتين. في نهاية عام 1956، تولى منصب السفير في أوروغواي في أغسطس عام 1960. ثم أصبح الممثل الدائم في الأمم المتحدة..
نشر بنيتس قصصاً قصيرة وقصائد بالإضافة إلى دراسات أطول للبطولة الإكوادورية Eugenio Espejo . وفرانثيسكو دي أوريانا. الفاتح الإسباني الذي سافر على طول نهر الأمازون وأسس مدينة بنيتس الرئيسية.

## روابط خارجية
- ليوبولدو بنيتس على موقع مونزينجر (الألمانية)